# هدینگتون، لوتیان شرقی
هدینگتون (به انگلیسی: Haddington) یک شهرک در اسکاتلند است که در لوتیان شرقی واقع شده‌است. هدینگتون ۹٬۹۴۴ نفر جمعیت دارد.

## خواهرخوانده
شهر Aubigny-sur-Nère خواهرخواندهٔ هدینگتون، لوتیان شرقی هست.